# Campeonato Piauiense de Futebol de 2021 - Segunda Divisão
A Segunda Divisão do Campeonato Piauiense de Futebol de 2021 será a 17ª edição desta competição anualmente realizada pela Federação de Futebol do Piauí (FFP). A competição contará com a presença de seis clubes participantes e será realizada de 28 de agosto até 31 de outubro.

## Regulamento
Os seis clubes participarão da Primeira Fase jogando todos contra si em jogos de ida e volta. Ao final da fase, os dois melhores clubes serão classificados para a Fase Final e garantirão vaga na Série A de 2022.
Na Fase Final, os dois clubes classificados da fase anterior fazerão um confronto de ida e volta, sendo que o clube de melhor índice técnico será o mandante do segundo jogo. Ao final, o clube de melhor desempenho será o campeão da competição.
- Em caso de empate nos confrontos, a disputa pelo título será realizada em cobranças de penalidades máximas.[2]

## Primeira Fase
- aO Piauí foi punido pelo TJD com a perda de 4 pontos, por escalação irregular do atleta Júnior Tatu, que não cumpriu suspensão automática por acúmulo de cartões na Série B do Campeonato Piauiense.[3]

##### Finais
Ida
| 6 de outubro | Corisabbá | 0 – 0 | Oeirense |  |
| 17:00        |           |       |          |  |

Volta
| 9 de outubro | Oeirense | 3 – 0 | Corisabbá |  |
| 15:00        |          |       |           |  |

## Premiação
| Campeonato Piauiense Segunda Divisão de 2021 |
| Oeiras (Piauí)                               |
| -------------------------------------------- |
| Oeirense Campeão (1.º título)                |

## Classificação final
- a. ^  O Piauí foi punido pelo TJD com a perda de 4 pontos, por escalação irregular do atleta Júnior Tatu, que não cumpriu suspensão automática por acúmulo de cartões na Série B do Campeonato Piauiense.